# Gradovtsi
Gradovtsi (en macédonien Градовци) est un village du nord de la Macédoine du Nord, dans la municipalité de Zelenikovo. Le village comptait 2 habitants en 2002.

## Démographie
Lors du recensement de 2002, le village comptait :
- Macédoniens : 2